# Józef Jabłonowski (poslanec)
Józef Jabłonowski (14. prosince 1827 Dołhe – 9. listopadu 1904) byl rakouský politik polské národnosti z Haliče, v 2. polovině 19. století poslanec Říšské rady.

## Biografie
Byl šlechtického původu. V 60. letech byl zvolen na Haličský zemský sněm za velkostatkářskou kurii. Zemský sněm ho roku 1868 zvolil i do Říšské rady. 22. října 1868 složil slib, 11. prosince 1869 po znovuzvolení opětovně složil slib. Na mandát v Říšské radě rezignoval 31. března 1870 v rámci hromadných rezignací haličských poslanců.